# Chrysopilus aymara
Chrysopilus aymara är en tvåvingeart som beskrevs av Lindner 1924. Chrysopilus aymara ingår i släktet Chrysopilus och familjen snäppflugor.
Artens utbredningsområde är Peru. Inga underarter finns listade i Catalogue of Life.